# Los Cedros (Piura)
Los Cedros es un caserío peruano ubicado en el distrito de Sondorillo, perteneciente a la provincia de Huancabamba del departamento de Piura, al norte del Perú. 

## Ubicación
Los Cedros se ubica al sureste de la provincia de Huancabamba, en el distrito de Sondorillo, en el departamento de Piura.

## Demografía
En 2017 Los Cedros tenía una población de 86 habitantes.
| Gráfica de evolución demográfica de Los Cedros entre 1993 y 2017 |
|                                                                  |
| Fuentes: Población 1993 y 2017                                   |